# Kähler-hyperbolische Mannigfaltigkeit
In der komplexen Differentialgeometrie, einem Teilgebiet der Mathematik, heißen Kähler-Mannigfaltigkeiten {\displaystyle (M,\omega )} Kähler-hyperbolisch, wenn die hochgehobene Kählerform {\displaystyle {\widetilde {\omega }}} der universellen Überlagerung {\displaystyle {\widetilde {M}}} das Differential einer beschränkten Differentialform ist.

## Beispiele
Satz (Gromow): Eine geschlossene Kähler-Mannigfaltigkeit negativer Schnittkrümmung ist Kähler-hyperbolisch.
Jede Kähler-Mannigfaltigkeit, die homotopieäquivalent zu einer geschlossenen Riemannschen Mannigfaltigkeit negativer Schnittkrümmung ist, ist Kähler-hyperbolisch.
Weitere hinreichende Bedingungen für Kähler-Hyperbolizität von Kähler-Mannigfaltigkeiten:
- {\displaystyle \pi _{1}M} ist hyperbolisch und {\displaystyle \pi _{2}M=0}
- {\displaystyle M} ist Untermannigfaltigkeit einer Kähler-hyperbolischen Mannigfaltigkeit
- {\displaystyle {\widetilde {M}}} ist ein Hermitescher symmetrischer Raum von nichtkompaktem Typ ohne euklidischen Faktor

McMullen bewies, dass der Teichmüller-Raum Kähler-hyperbolisch ist.

## Anwendungen
Gromow bewies, dass für Kähler-hyperbolische Mannigfaltigkeiten die Hopf-Vermutung richtig ist. Diese besagt, dass für Riemannsche 2n-Mannigfaltigkeiten negativer Schnittkrümmung die Ungleichung
{\displaystyle (-1)^{n}\chi (M)>0}
gilt. Hierbei bezeichnet {\displaystyle \chi (M)} die Euler-Charakteristik.

## Andere Begriffe von Hyperbolizität
Jede Kähler-hyperbolische Mannigfaltigkeit {\displaystyle X} ist Kobayashi-hyperbolisch, d. h. jede holomorphe Abbildung {\displaystyle \mathbb {C} \to X} ist konstant.